# Beaver, Ohio
Beaver är en by i Pike County i den amerikanska delstaten Ohio med en folkmängd, som uppgår till 442 invånare (2020). Den har enligt United States Census Bureau en area på 1 km². Vattentornet är den högsta byggnaden i Beaver. Beaver ligger inte alltför långt ifrån Chillicothe.

## Kända personer från Beaver
- Jacob E. Davis, politiker